# Mollie Hunter
Mollie Hunter McVeigh McIlwraith, född 30 juni 1922 i Longniddry, East Lothian, död 31 juli 2012, var en brittisk (skotsk) barnboksförfattare. 
Under en lycklig barndom hörde Hunter många historier och skrönor, som senare inspirerade hennes författarskap. När Hunter var 14 år avled hennes far och hon tvingades avbryta skolan för att arbete i Edinburgh. Hon gifte sig som 18-åring men under andra världskriget splittrades familjen och hon skrev långa brev till sin man. Efter kriget skrev hon artiklar för olika tidningar. Hon debuterade 1963 med "Den smartaste mannen på Irland". skriver i genren fantasy.